# Árpád Plesch
Dans le nom hongrois Plesch Árpád, le nom de famille précède le prénom, mais cet article utilise l’ordre habituel en français Árpád Plesch, où le prénom précède le nom.
Árpád Plesch (1889-1974) est un financier international, banquier et avocat hongrois, et propriétaire d'une célèbre collection de livres rares de botanique et de dessins précieux de pornographie ésotérique. Sa collection de livres de botanique a été incluse dans le livre de Douglas Cooper Great Private Collections.
Plesch fut le mentor de la première fortune d'Italie, Giovanni Agnelli, Président de Fiat.
Il fut marié trois fois, à :
1. Léonie Ulam
2. Marysia Ulam Krauss Harcourt-Smith, fille de la précédente (grand-mère du playboy et financier international franco-suisse Arpad Busson, né en 1963)
3. la comtesse Maria von Wurmbrand-Stuppach, dite Etti Plesch (en), sa dernière épouse qui hérita seule de son immense fortune.

Marysia Ulam était la tante du mathématicien Stanislaw Ulam. Dans ses mémoires, Adventures of a mathematician, Ulam a écrit : « My uncle Michael's wife happened to live in Paris at the time and she kindly offered to receive me and to send to my modest hotel her chauffered limousine to take me sightseeing. I was so embarassed at the thought of being seen arriving in a Rolls-Royce or a Duesenberg at the Louvre or some other museum, it felt so incongruous, that I declined her offer ».
Les Plesch vécurent entre leur appartement de l'Avenue Foch à Paris et leur Villa Leonina à Beaulieu-sur-Mer, dans le Sud de la France (où ils firent construire le superbe jardin botanique Leonina). Il était le propriétaire du pur-sang Sassafrás, qui portait le nom d'une plante et remporta le Prix de l'Arc de Triomphe en 1970 à la surprise générale et aux dépens de Nijinsky, qui passait pour le cheval du siècle. 
Le Dr Plesch est mort en 1974 à Londres.

## Ouvrages
- Botanique, 1954
- Essais d'acclimatation de plantes tropicales en France, 1962
- Mille et un livres botaniques de la collection Arpad Plesch, 1973